# Hans Krahe
Hans Krahe (* 7. Februar 1898 in Gelsenkirchen; † 25. Juni 1965 in Tübingen) war ein deutscher Philologe und Sprachwissenschaftler.

## Leben
Krahe war seit 1934 außerordentlicher und ab 1946 ordentlicher Professor für vergleichende Sprachwissenschaft an der Universität Würzburg und gründete dort 1942 das Archiv für die Gewässernamen Deutschlands. Von 1947 bis 1950 war er Professor an der Universität Heidelberg und schließlich von 1950 bis zu seinem Tod Professor für vergleichende Sprachwissenschaft und Slawistik sowie Leiter des indologischen und slawischen Seminars an der Universität Tübingen.
Im Jahr 1940 wurde Krahe als Kandidat für den Lehrstuhl für vergleichende Sprachwissenschaft und Slawische Philologie der Westfälischen Wilhelms-Universität Münster (WWU) gehandelt. Daraufhin intervenierte jedoch der Rektor der WWU, der Ordinarius für Botanik Walter Mevius, am 2. August 1940 beim Reichsministerium für Wissenschaft, Erziehung und Volksbildung (REM). Zu diesem Zeitpunkt war das Berufungsverfahren seitens der WWU offenbar bereits fast abgeschlossen. Aufgrund neuer Informationen sah sich der Rektor jedoch zum Eingreifen gezwungen. So habe er inzwischen erfahren, dass der an erster Stelle der Vorschlagsliste genannte Prof. Hans Krahe zwei jüdische Urgroßmütter habe. Auch wenn das Beamtengesetz eine Berufung auf den Lehrstuhl deshalb nicht ausschließe, so müsse er als Biologe betonen, dass zwei jüdische Urgroßelternteile in erbbiologischer Hinsicht einem jüdischen Großelternteil entsprächen, Krahe also in erbbiologischer Hinsicht als Mischling 2. Grades angesprochen werden müsse und es ihm aus diesem Grund nicht möglich sei, sich für seine Berufung einzusetzen. Hinzu käme noch, dass sich Krahe nicht für den NS-Staat einsetze. Daher bat er das Reichserziehungsministerium (REM) darum, ihn nicht zu berufen.
Krahe vertrat die Auffassung, dass die Namen von Gewässern die ältesten Belege der europäischen Sprachgeschichte darstellten und dass deshalb jede sprachliche Erforschung der Urzeiten eines Landes von den Gewässernamen ausgehen müsse. Ergebnis seiner Forschung war, dass die ältesten Gewässernamen aus Bezeichnungen für Wasser oder für damit unmittelbar zusammenhängende Faktoren gebildeten sein mussten. Seine Formulierung lautete folgendermaßen: „Hinsichtlich der Semasiologie und Etymologie geht die ursprünglichste und zweifellos älteste Namenschicht von sogenannten Wasserwörtern aus, das heißt von Bezeichnungen für ‚fließendes Wasser‘, ‚Quelle‘, ‚Bach‘, Fluß‘, bzw. ‚fließen‘...mit zahllosen feineren und feinsten Bedeutungsschattierungen, wie sie dem früheren Menschen bei seiner genauen Naturbeobachtung in reichem Maße zu Gebote standen …“.
Diese als „Alteuropäische Hydronymie“ bezeichnete Theorie von Krahe und seinem Schüler Wolfgang P. Schmid wird bis heute kontrovers diskutiert.
Seit 1948 war er Mitglied der Heidelberger Akademie der Wissenschaften. Sein 1928 geborenen Sohn ist der Prähistoriker Günther Krahe.

## Veröffentlichungen (Auswahl)
- Die alten balkanillyrischen geographischen Namen. Carl Winter, Heidelberg 1925.
- Lexikon altillyrischer Personennamen. Carl Winter, Heidelberg 1929.
- Das Venetische. seine Stellung im Kreise der verwandten Sprachen. Carl Winter, Heidelberg 1950.
- Sprache und Vorzeit. Quelle und Meyer, Heidelberg 1954.
- Die Sprache der Illyrier. 2 Bde. 1: Die Quellen. Harrassowitz Verlag, Wiesbaden 1955. 120 S., ISBN 3-447-00534-3
2: Die messapischen Inschriften und ihre Chronologie von Carlo de Simone.
Die messapischen Personennamen von Jürgen Untermann.  1964, ISBN 3-447-00535-1.
- Vorgeschichtliche Sprachbeziehungen von den baltischen Ostseeländern bis zu den Gebieten um den Nordteil der Adria. [in Kommission bei] Steiner, Wiesbaden 1957 (= Abhandlungen der geistes- und sozialwissenschaftlichen Klasse der Akademie der Wissenschaften und der Literatur in Mainz. Jahrgang 1957, Nr. 3).
- Sprachliche Aufgliederung und Sprachbewegungen in Alteuropa. Steiner, Wiesbaden 1959 (= Abhandlungen der geistes- und sozialwissenschaftlichen Klasse der Akademie der Wissenschaften und der Literatur in Mainz. Jahrgang 1959, Nr. 1).
- Die Struktur der alteuropäischen Hydronymie. Verlag der Akademie der Wissenschaften und der Literatur, Mainz; Steiner, Wiesbaden 1963 (=  Abhandlungen der geistes- und sozialwissenschaftlichen Klasse der Akademie der Wissenschaften und der Literatur in Mainz. Jahrgang 1962, Nr. 5).
- Unsere ältesten Flußnamen. Harrassowitz Verlag, Wiesbaden 1964, ISBN 3-447-00536-X.
- Indogermanische Sprachwissenschaft. I. Einleitung und Lautlehre. de Gruyter, Berlin 1966.
- Indogermanische Sprachwissenschaft. II. Formenlehre. de Gruyter, Berlin 1969.
- Germanische Sprachwissenschaft. I. Einleitung und Lautlehre. de Gruyter, Berlin 1963.
- Germanische Sprachwissenschaft. II. Formenlehre. de Gruyter, Berlin 1967.
- Historische Laut- und Formenlehre des Gotischen. Zugleich eine Einführung in die germanische Sprachwissenschaft, Carl Winter, Heidelberg 1967.
- Germanische Sprachwissenschaft. III. Wortbildungslehre. (Sammlung Göschen) Wissenschaftsverlag Walter de Gruyter, Berlin 1969. ISBN 3-11-006290-9.